# Jan Soběslav van Luxemburg
Jan Soběslav (tussen 1355 en 1357 – 1380) was titulair markgraaf van Moravië van 1375 tot zijn dood. Jan Soběslav was de tweede zoon van Jan Hendrik van Luxemburg en Margaretha van Troppau. Hij behoorde tot het huis Luxemburg. 
Jan Soběslav is in de historiografie verward met zijn buitenechtelijke halfbroer Jan van Luxemburg, bisschop van Litomyšl en patriarch van Aquileja. 
- Gemeinsame Normdatei: 138773211
- Nationale Bibliotheek van Tsjechië: mzk2013791569
- Virtual International Authority File: 305385560